# هشام بن عمیره
هشام بن عمیره (انگلیسی: Hichem Ben Amira؛ زادهٔ ۲۰ آوریل ۱۹۶۸) بازیکن والیبال اهل تونس بود.